# London Cage
El London Cage fue un centro de prisioneros de guerra del MI19 durante y después de la Segunda Guerra Mundial para interrogar principalmente a los alemanes capturados, incluido el personal de las SS y miembros del Partido Nazi. La unidad, que estaba ubicada en los números 6, 7 y 8 de Kensington Palace Gardens en Londres, fue investigada tras las acusaciones de que a menudo utilizaba la tortura para extraer información. Fue cerrado a principios de 1948.